# Басейн Дону
Басейн Дону — водозбір річки Дон, загальною площею 422,5 тис. км². Поширюється на території Росії та України.

## Характеристика
Річний стік — 22,6 км3, середня витрата води — 935 м3/с. Снігове живлення становить 67 %, ще 30 % — живлення підземними водами. Льодостав у верхів'ї починається на початку листопада, в пониззі — на початку грудня, скресає крига всередині квітня та на початку березня відповідно.
Найбільшими річками басейну є праві притоки Дону Сіверський Донець, Сосна та ліві притоки — Бітюг, Воронеж, Іловля, Манич, Сал і Хопер.

## Антропогенний вплив
Річка Дон судноплавна від міста Ліски до гирла (1 335 км). Основними портами є Ліски, Калач-на-Дону, Волгодонськ, Ростов-на-Дону та Азов. Воду річок басейну використовують для промислового і господарського водопостачання, зрошення.